# Natalus jamaicensis
Natalus jamaicensis är en fladdermus i familjen trattöronfladdermöss som förekommer endemiskt på Jamaica. Tidigare infogades populationen i Natalus stramineus men efter genetiska studier från 1989 och 2003 godkänns den som art. IUCN listar arten som akut hotad (EN).

## Utseende
Vuxna exemplar är utan svans lite längre än 50 mm, svanslängden är ungefär 58 mm och vikten ligger mellan 5,9 och 7,3 g. Natalus jamaicensis har 44 till 47 mm långa underarmar och 15 till 19 mm stora öron. Pälsen är lång och tät. Den bildas på ovansidan av hår som är ljusbruna vid roten och sepiabrun vid spetsen med röda eller olivbruna nyanser. Undersidans hår är helt ljusbruna med rosa nyanser. Längre hår vid läpparna liknar ett skägg. Liksom hos andra familjemedlemmar är öronen trattformiga och spetsiga vid toppen. Det knölliknande organet i hannarnas ansikte når fram till hjässan. Artens kranium är mer avplattat än hos andra arter av släktet Natalus. Djuret har en diploid kromosomuppsättning med 36 kromosomer.

## Utbredning
Arten återfinns bara på en enda plats i världen, en isolerad grotta St. Clair Cave på Jamaica som ligger cirka 97 meter över havet. Under födosöket besöks landskap på ön som är torrare. Fossil av arten hittades i en annan grotta på ön.